# Montigny-sur-Vesle
Montigny-sur-Vesle település Franciaországban, Marne megyében. Lakosainak száma 537 fő (2022. január 1.). Montigny-sur-Vesle Bouvancourt, Breuil, Jonchery-sur-Vesle, Pévy, Prouilly, Romain, Vandeuil és Ventelay községekkel határos.

## Népesség
A település népességének változása:
| Lakosok száma | 311  | 321  | 339  | 446  | 524  | 526  | 516  | 510  | 509  | 537  |
|               | 1968 | 1982 | 1990 | 2006 | 2013 | 2015 | 2017 | 2019 | 2020 | 2022 |